# Археолошки институт Београд
Археолошки институт Београд је основан 31. маја 1947. године у Београду. Од 2024. има статус институције од националног значаја.

## Оснивање и историја
Одлуком Комитета за научне установе, Универзитета и Високе школе НР Србије, са циљем да се у једној научној институцији окупе све снаге које су се бавиле проучавањем археолошких проблема, те да се на тај начин рад археолога у Србији организује што је могуће боље и систематичније.
Институт је деловао у оквиру Академије наука и на почетку је имао само спољне сараднике. Управник је био Владимир Р. Петковић, његов заменик Ђурђе Бошковић, а чланови су били: Милоје М. Васић, Радослав Грујић, Александар Дероко, Лазар Мирковић, Светозар Радојчић, Миодраг Грбић, Растислав Марић, Ђорђе Мано Зиси, Мирјана Љубинковић, Радивоје Љубинковић, Иван Здравковић и Зора Симић-Миловановић. Нешто касније исте године изабрани су: Драгољуб Јовановић, Драга и Милутин Гарашанин, Милорад Панић Суреп и Олга Шафарик. 
Свог првог сталног члана – научног сарадника Миодрага Грбића – Институт је добио 1948. године. Затим, 1949. године, асистент постаје Невенка Спремо, а ангажује се и библиотекар Надежда Рајаковић, односно Мандић. Милутин Гарашанин, као научни сарадник, постаје стални члан 1950. године. Стални чланови 1952. године постају и асистенти: Војислав Кораћ и Ђорђе Стричевић.
У фебруару 1954. године, одлуком Српске академије наука, Институт је започео пословање као установа са сопственим финансирањем, да би 1961, на основу заједничког решења Извршног већа СР Србије, Српске академије наука и уметности и Филозофско-историјског факултета у Београду, постао самостална научна институција.

## Рад
Од оснивања рад је усмерен у неколико праваца: 
- научни рад (теренски и кабинетски); систематско истраживање и рекогносцирање археолошких споменика
- реализацију рада кроз предавања, саопштења и публикације
- усавршавање научног кадра
- усклађивање археолошког рада у Србији
- сарадњу са другим установама у земљи и иностранству.

Резултати научноистраживачког рада, како сарадника, тако и археолога изван Института, саопштавани су и дискутовани на редовним састанцима и тек онда објављивани у Старинару или у другим публикацијама, што је гарантовало одређен научни ниво штампаних радова. Уз Старинар, Институт објављује и серију Посебна издања, затим више серија посвећених појединим великим локалитетима и материјалу (Сирмијум, Сингидунум, Царичин град, Виминацијум, Праисторијска необјављена грађа), што је, између осталог, допринело да библиотека Института, од скромних почетака са 174 инвентарска броја у 1949. години, прерасте, махом захваљујући размени, у најзначајнији археолошки књишки фонд у земљи.
Од оснивања као организатор и иницијатор археолошког истраживања у Србији, задњих година Институт, на основу последњег конкурса Министарства, има четири пројекта која су независна један од другог, сваки са својим сарадницима, својим планом и програмом, својим бодовима и резултатима, и то: 
- Археологија Србије: културни идентитет, интеграциони фактори, технолошки процеси и улога Централног Балкана у развоју европске праисторије,
- Романизација, урбанизација, и трансформација урбаних центара цивилног, војног и резиденцијалног карактера у римским провинцијама на тлу Србије,
- Процеси урбанизације и развоја средњовековног друштва,
- Виминацијум, римски град и легијски војни логор.[3]

## Библиотека
Библиотека Археолошког института постоји од његовог оснивања. У почетку је то била библиотека затвореног типа, намењена само сарадницима Института. Временом корисници постају и сви други који се баве археолошким истраживањима у својим установама.

### Фонд
Данас Библиотека Археолошког института има фонд од преко 16 540 монографије и 950 часописа са преко 26 000 инвентарисаних јединица. Размена се обавља са 364 научне, музејске и високошколске установе, од којих је 71 у земљи и 293 у иностранству. Прилив у фонд износи око 700 јединица годишње.

### Каталози
За монографије постоји електронски каталог WINISIS са предметним одредницама. За серијске публикације тј. часописе постоји акцесорни каталог.

### Посебне библиотеке
- Легат Ђурђа Бошковића са око 5 000 јединица.
- Легат Војислава Трбуховића са око 3 000 јединица
- Легат Милутина Гарашанина са око 7 000 јединица.

Легати су још увек недоступни за коришћење.

## Управа
- Директор : др Миомир Кораћ
- Управни одбор: др Емина Зечевић, Народни музеј, Београд (председница) • др Зоран Огњановић, Математички институт САНУ, Београд • Др Драган Прља, Институт за упоредно право, Београд • Проф. др Мирослав Вујовић, Филозофски факултет, Београд • Др Драгана Антоновић, Археолошки институт, Београд • Др Наташа Миладиновић-Радмиловић, Археолошки институт, Београд • Др Славиша Перић, Археолошки институт, Београд
- Научно веће: Др Весна Бикић, научни саветник (председница) • Др Ивана Поповић, научни саветник • Др Јосип Шарић, виши научни сарадник • Др Александар Булатовић, виши научни сарадник • Др Миомир Кораћ, научни саветник • Др Вујадин Иванишевиш, научни саветник • Др Славиша Перић, виши научни сарадник • Др Драгана Антоновић, научни саветник, (заменица председнице) • Др Снежана Голубовић, виши научни сарадник

## Запослени
Истраживачи: 
Др Ивана поповић • Др Вујадин Иванишевић • Др Миомир Кораћ • Др Славиша Перић • Др Радмила Зотовић • Др Весна Бикић • Др Драгана Антоновић • Др Софија Петковић • Др Јосип Шарић • Др Милица Тапавички-Илић • Др Снежана Голубовић • Др Бебина Миловановић • Др Стефан Поп-лазић • Др Александар Булатовић • Др Наташа Миладиновић-Радмиловић • Др Надежда Гавриловић Витас • Др Гордана Јеремић • Др Мирјана Војвода • Др Александар Капуран • Др Селена Витезовић • Др Ангелина Раичковић Савић • Др Саша Реџић • Др Иван Бугарски • Др Иван Вранић • Мр Драгана Рогић • Др Соња Стаменковић • Др Немања Мрђић • Др Војислав Филиповић • Др Оливера Илић • Олга Бајчев • Др Драган Милановић • Др Илија Микић • Емилија Николић • Др Јелена Анђелковић Грашар • Иван Богдановић • Младен Јовичић • Ђурђа Обрадовић • Ивана Стојановић • Бојан Поповић • Милица Радишић • Немања Марковић • Илија Данковић • Ивана Косановић • Милица Марјановић • Љубомир Јевтовић •
Стрчни сарадници и стручне службе
Снежана Николић • Љубица Цветковић • Зоран Бошковић •
Администрација
Бранислава Елез • Веселинка Кувач • Маја Јовановић • Слађана Јовановић • Нина Миљковић • Ђурађ Савовић •